# Neoclinus uninotatus
Neoclinus uninotatus är en fiskart som beskrevs av Hubbs, 1953. Neoclinus uninotatus ingår i släktet Neoclinus och familjen Chaenopsidae. IUCN kategoriserar arten globalt som livskraftig. Inga underarter finns listade i Catalogue of Life.